# G-Power M5 Hurricane
G-Power M5 Hurricane — це тюнінгований автомобіль від фірми G-Power представлений в 2008 році. Автомобіль побудований на основі BMW M5 в E60 кузові, оснащений модифікованим двигуном BMW M із подвійним турбонадувом об'ємом 5,0 л, що розвиває потужність від 730 до 800 к. с. (залежно від модифікації).

## G-Power M5 Hurricane
Двигун V10 5,0:
- 730 к. с. / 536 кВт при 7.500 об/хв
- 800 Н·м при 5000 об/хв
- V-макс.: 340 км/год

## G-Power M5 Hurricane RS
Двигун V10 5,0:
- 750 к. с. / 551 кВт при 7500 об/хв (+ 243 к. с. / 178 кВт)
- 800 Н·м при 5000 об/хв
- V-макс.(розрахункова).: 367 км/год

## G-Power M5 Hurricane RRS
Двигун V10 5,0:
- 830 к. с. / 588 кВт при 7500 об/хв (+ 323 к. с. / 215 кВт)
- 800 Н·м при 5 000 об/хв (+ 280 Н·м)
- V-макс. (розрахункова): 372 км/год

### Динаміка розгону
- 0—100 км/год: 5,35 с
- 0—200 км/год: 9,1 с
- 0—300 км/год: 30,2 с

## M5 Hurricane RR в кузові F90
Новий суперседан G-Power M5 Hurricane RR у кузові F90 було представлено в кінці жовтня 2020 року. Автомобіль вартістю 115 000 € оснащено 4,4-літровим двигуном V8 із двома турбінами, що генерує до 900 к. с. потужності та 1050 Н·м крутного моменту. Це дає автомобілю змогу розвивати максимальну швидкість 350 км/год та долати відмітку 100 км/год всього за 2,5 с.

## Зноски
1. ↑  Немцы сделали самую мощную BMW M5 21.08.2010
2. ↑  G-Power M5 Hurricane RR [Архівовано 19 листопада 2011 у Wayback Machine.] 20.08.2010
3. ↑  G-Power сделал экстрим-тюнинг BMW M5 F90 на €115 000 | фото (рос.). 26 жовтня 2020. Процитовано 4 січня 2021.